# Bandeiras Brancas
Bandeiras Brancas (em árabe: الرايات البيض) são um grupo insurgente ativo no norte do Iraque que se opõe ao governo iraquiano, tendo participado da última fase da Guerra Civil Iraquiana e da insurgência iraquiana em curso desde 2017.

## Organização e táticas
Bandeiras Brancas são considerados como uma organização terrorista pelas autoridades iraquianas. No final de 2017, um parlamentar iraquiano-turcomano acusou líderes curdos de apoiar o grupo. Isso foi negado pelo Governo Regional do Curdistão.  O líder do grupo, Hiwa Chor, um militante caolho de quarenta e poucos anos,  foi um ex-membro da Al-Qaeda no Iraque, mas discordou dos ambiciosos planos do Califado do Estado Islâmico, então deixou a organização com um militante turcomano da província de Diyala.  O grupo usa várias táticas de guerrilha, como emboscadas e utiliza artefatos explosivos improvisados. Também usa morteiros e foguetes. O grupo opera dentro e ao redor de Tuz Khurmatu, lançou ataques frequentes a campos de petróleo e rotas na área. 